# Colopsus arkavathi
Colopsus arkavathi — вид павуків родини павуків-скакунів (Salticidae). Описаний у 2022 році.

## Назва
Вид названо на честь річки Аркаваті, що бере початок у пагорбах Нанді. Майже півстоліття річка пересихає та забруднена через урбанізацію та індустріалізацію.

## Поширення
Ендемік Індії. Поширений у штаті Карнатака.

## Опис
Самець C. arkavathi схожий на Colopsus manu, але його можна легко відрізнити за v-подібною білою міткою в ділянці очей і трьома жовтувато-білими кліпеальними смугами (відсутні у C. manu); пальпальна гомілка такої ж довжини, як і ширини (у C. manu довша ніж широка); RTA з широкою основою, що виступає вбік і згинається під тупим кутом з верхівкою, спрямованою апікально з черевної сторони (злегка вигнута, відносно довша, схожа на шип у C. manu). Самицю можна відрізнити за ширшими, розташованими збоку копулятивними протоками.